# Andrejs Prohorenkovs
Andrejs Prohorenkovs (Ogre, 5 febbraio 1977 – Riga, 1º maggio 2025) è stato un calciatore lettone, di ruolo attaccante.

## Carriera

### Club
Iniziò la propria carriera professionistica nel 1994 con l'Interskonto, squadra di Riga. Proseguì poi giocando in Lettonia, in Polonia, in Israele (61 presenze e 6 reti con il Maccabi Tel Aviv con cui vinse campionato e coppa), in Russia (5 presenze con la Dinamo Mosca), in Spagna e in Grecia, per ritornare infine in patria, nel Liepājas Metalurgs, dove vinse un campionato lettone.
In seguito si trasferì all'Ogre, squadra di seconda divisione.

### Nazionale
Con la Nazionale lettone collezionò (all'aprile 2007) 32 presenze e 4 reti. Nel 2004, per la prima volta, prese parte con la sua Nazionale al campionato d'Europa, tenutosi quell'anno in Portogallo. Da titolare in attacco disputò tutti e tre gli incontri prima che la squadra venisse eliminata dopo la fase a gironi.

## Palmarès

### Club
- Campionato israeliano: 1

Maccabi Tel Aviv: 2002-2003
- Coppa d'Israele: 1

Maccabi Tel Aviv: 2004-2005
- Campionato lettone: 1

Metalurgs Liepāja: 2009